# Annona pittieri
Annona pittieri är en kirimojaväxtart som beskrevs av John Donnell Smith. Annona pittieri ingår i släktet annonor, och familjen kirimojaväxter. Inga underarter finns listade i Catalogue of Life.